# María Santísima de la Paz y Esperanza (Córdoba)
María Santísima de la Paz y Esperanza Coronada es una imagen de la Virgen María dolorosa, venerada en la ciudad de Córdoba, y Titular de la Hermandad de la Paz y Esperanza.
Se trata de una de las imágenes de mayor devoción que participa en la Semana Santa de Córdoba, haciendo Estación de Penitencia en la tarde-noche del Miércoles Santo.
Es conocida popularmente como la Reina de Capuchinos, en referencia a la plaza desde que la Hermandad realiza su Estación de Penitencia cada Miércoles Santo; y como la Paloma de Capuchinos, por la presencia predominante de este animal en la decoración del antiguo palio bajo el que ha procesionado la imagen durante la mayor parte de su historia.

## Autoría
Fue realizada en 1939 por el imaginero bujalanceño Juan Martínez Cerrillo, siendo bendecida en la Iglesia de San Andrés, el 8 de septiembre del mismo año por D. Juan Eusebio Seco de Herrera, canónigo de la Catedral. Actuando como padrinos del acto, estuvieron doña Paz Courtoy de García y su hijo Gregorio García Courtoy. 
Cabe destacar que fue la primera imagen mariana de Martínez Cerrillo para la ciudad de Córdoba. Ésta marcaría un estilo peculiar en las tallas del imaginero, siendo fuente de inspiración en el resto de sus obras, y a la vez objeto devocional para él. La conocía como Mi Niña en la intimidad de su confianza.

## La imagen
Es una imagen de candelero, la cual tiene talladas manos y rostro. Presenta un rostro de estilo muy personal, lejos de los cánones tradicionales. Dentro de un contenido dramatismo, hace muestras de gran ternura y belleza. De tez pálida y fino rostro, grandes ojos y mirada baja, encorva levemente el entrecejo en gesto de dolor por su Hijo, que se encuentra cerca de morir en la Cruz.

## Coronación canónica
La coronación comenzó a fraguarse en el mes de julio de 2016. En ese entonces, la Hermandad de la Paz convocó un cabildo de hermanos para solicitar la coronación. Celebrado en septiembre de ese año, salió por aclamación porque respondía a un antiguo anhelo de la corporación. Casi 12.000 firmas y más de un centenar de adhesiones respaldaron que la imagen llegase a convertirse en la cuarta dolorosa coronada de Córdoba, precedida de Nuestra Señora de los Dolores, Nuestra Señora de las Angustias, y Nuestra Señora del Rosario en sus Misterios Dolorosos, de la Hermandad de la Expiración.
En 2018 se dio luz verde al diseño de la corona, que se encomendaba al orfebre cordobés Manuel Valera.
La programación de actos culturales y cultuales de la coronación comenzaron en el año 2019, estando prevista la fecha del acto principal para el 11 de octubre de 2020. Uno de los actos más destacados organizados por la Hermandad fue una exposición en Iglesia de Santa Victoria, la cual reunió en un mismo espacio nueve de las imágenes más destacadas realizadas por Juan Martínez Cerrillo, entre las que, obviamente, se encontraba la dolorosa de Capuchinos. 
Sin embargo, el estallido de la pandemia de Covid-19 obligó a la corporación a solicitar el retraso del acto principal. 
Así, el sábado 8 de octubre de 2022, la dolorosa fue trasladada en su paso de palio hasta la Santa Iglesia Catedral, donde permanecería una semana. Finalmente, el sábado 15 de octubre, fue coronada canónicamente por D. Demetrio Fernández, Obispo de Córdoba, en un acto en el altar mayor del primer Templo de la diócesis, y que contó con la presencia de diferentes autoridades, como el presidente del Parlamento de Andalucía D. Jesús Aguirre, y D. José María Bellido, Alcalde de Córdoba. A su finalización, la corporación del Miércoles Santo inició una procesión gloriosa de vuelta a su sede canónica. 

## Estación de Penitencia
La imagen hace su salida junto con Nuestro Padre Jesús de la Humildad y Paciencia, formando el cortejo de la Hermandad de la Paz de Córdoba. Procesiona por las calles de la ciudad en la tarde-noche del Miércoles Santo, iniciando su recorrido desde la Plaza de Capuchinos.
El cortejo de la Paz comparte día de salida con otras cinco cofradías: El Perdón, El Calvario, La Misericordia, Pasión, y La Piedad.

## Paso de palio

### Palio
El actual palio fue estrenado en la Estación de Penitencia del año 2012. Éste es diseño de Jesús de Julian, encontrándose realizado en oro blanco a realce en el taller de bordados de Salteras. La crestería de plata que corona el conjunto decimonónico es de Hermanos Zamorano, y la figura de San Rafael de la Gloria está tallado y policromo por Álvaro Vizcaíno.

### Manto procesional
El manto procesional es una pieza bordada en hilo de plata sobre lamé de seda en color blanco. Todo ello realizado por el taller de bordados de Salteras, con una muy mejorable ejecución, y diseñado por Fray Ricardo de Córdoba, con unas modificaciones que alteraron el diseño original.

### Respiraderos
Realizados en metal plateados por los talleres sevillanos de Villareal en 1972.
El tratado iconográfico dispuesto en esta pieza es esencial para entender el carácter de esta Hermandad. Como primeros elementos reconocibles se encuentran los Apóstoles, en relación con los pilares de la Iglesia, a la cual pertenece de forma indisoluble la Hermandad como parte activa de la misma, siendo un total de doce, distribuidos en los distintos paños del respiradero a modo de medallones, con la peculiaridad de carecer de elementos iconográficos que puedan identificarles, aun así queda fuera del Apostolado Judas Iscarioste, al no considerarse obtener esta condición, y sí aparece dentro del grupo el apóstol Matías, elegido posterior a la Pasión de Nuestro Señor por ellos. En el respiradero frontal, en una hornacina encontramos el segundo elemento iconográfico distintivo de la Hermandad, San Francisco de Asís, fundador de la Orden que se encuentra agregada la misma. El tercer y último elemento iconográfico se encuentran en las ochavas del paso, cual puntos cardinales, a través de la representación de los cuatro evangelistas, presentes estos como figuras junto a sus respectivas iconografías en el tetramorfos. Remata el respiradero la heráldica de la Hermandad sustentada por dos querubines.

### Varales
Realizados en alpaca plateada en 1978 por el orfebre D. Manuel de los Ríos, en un total de catorce varales, siendo Hermano Mayor D. José Gálvez Galocha. Cada uno de los varales lleva inscrito en sus peanas el nombre de los donantes. Lleva en los nudos del varal una pareja de campanitas, que caracterizan el sonido de este paso en movimiento.

### Candelabros de cola
Dos candelabros de cola cincelados por Manuel de los Ríos.